# 李媛媛
李媛媛（1961年6月18日—2002年10月20日），原名李圆圆，中国内地女演员。

## 生平
李媛媛出生于山东济南，父亲是戏剧导演，母亲从事艺术行政工作。自幼受家庭熏陶，16岁考入上海戏剧学院表演系，毕业后留校任教，后转向话剧与影视表演。
1983年，因主演电影《李冰》崭露头角，1989年，李媛媛与同为上海戏剧学院校友的编剧柳国庆结婚。1990年，在电视剧《围城》中出演苏文纨一角，这不仅是她自己最喜欢的角色，连原著作者钱锺书看过剧集后也对她说“你就是苏文纨”。同年，凭借电视剧《上海的早晨》获第8届大众电视金鹰奖最佳女配角奖。
1992年，与柳国庆以和平方式离婚。1992年底，从上海戏剧学院调入北京中央实验话剧院（中国国家话剧院前身之一），出演《京都记事》《长天烽火》 《他乡明月》等电视剧，并担任中央电视台节目《人间万象》主持。1995年，凭电影《天生胆小》中的刘羽一角，获第18届大众电影百花奖最佳女配角奖。1996年，李媛媛与商人杨诚相遇，两年后结婚。1998年，凭电视剧《香港的故事》中郑阿带一角，获第16届中国电视金鹰奖最佳女主角奖。
2000年9月，李媛媛在怀孕期间被查出患有宫颈癌，她选择推迟治疗，最终诞下一子，2001年，凭《世纪人生》获第19届中国电视金鹰奖观众喜爱的女演员奖，组委会破例以卫星连线形式在北京病房中为其颁奖。 
2002年10月20日19时40分，李媛媛在北京病逝。

## 作品

### 电影
| 年份   | 片名             | 角色 | 備註 |
| 1983年 | 《李冰》         | 杜鹃 |      |
| 1984年 | 《乌纱梦》       |      |      |
| 1988年 | 《姑苏一怪》     |      |      |
| 1989年 | 《龙云和蒋介石》 |      |      |
| 1993年 | 《云南故事》     |      |      |
| 1994年 | 《天生胆小》     | 刘羽 |      |

### 电视剧
| 年份   | 片名               | 角色   | 備註             |
| 1986年 | 《阴阳鉴》         |        |                  |
| 1987年 | 《聊斋》           | 锦瑟   | 《地府娘娘》单元 |
| 1987年 | 《密探》           | 孟眉   |                  |
| 1988年 | 《豆蔻年华》       |        |                  |
| 1988年 | 《昙花梦》         | 花锦芳 |                  |
| 1989年 | 《上海的早晨》     | 林婉芝 |                  |
| 1990年 | 《围城》           | 苏文纨 |                  |
| 1992年 | 《京都纪事》       | 叶小桐 |                  |
| 1993年 | 《红蜻蜓》         | 杜嵋   |                  |
| 1994年 | 《长天烽火》       | 嫂子   |                  |
| 1994年 | 《国际航班》       |        |                  |
| 1996年 | 《他乡明月》       |        |                  |
| 1996年 | 《青春之歌》       | 林红   |                  |
| 1996年 | 《姐姐妹妹闯北京》 |        |                  |
| 1997年 | 《好好过日子》     | 楼安宁 |                  |
| 1998年 | 《大法庭》         |        |                  |
| 1998年 | 《济南战役》       | 陈华珍 |                  |
| 1998年 | 《香港的故事》     | 郑阿带 |                  |
| 1999年 | 《世纪人生》       | 董竹君 |                  |